# S/2006 S 3
S/2006 S 3 és un satèl·lit natural de Saturn. Scott S. Sheppard, David C. Jewitt, Jan Kleyna, i Brian G. Marsden en van anunciar el descobriment el 26 de juny de 2006 a partir d'observacions fetes entre el gener i l'abril de 2006.
S/2006 S 3 fa uns 6 quilòmetres de diàmetre, i orbita Saturn a una distància mitjana de 21.076,3 Mm en 1142,366 dies, amb una inclinació de 150,8° respecte a l'eclíptica (128,8° respecte a l'equador de Saturn), en direcció retrògrada amb una excentricitat orbital de 0,4710.